# نظرية الخيار الاجتماعي
تشير نظرية الخيار الاجتماعي أو الخيار الاجتماعي إلى إطار نظري لتحليل الجمع بين مصالح الأفراد أو منافعهم أو تفضيلاتهم للوصول إلى قرار جماعي أو رفاهية اجتماعية بصورة ما. ومن الأمثلة غير النظرية على القرار الجماعي سنّ قانون أو مجموعة من القوانين في الدستور. ويرجع تاريخ نظرية الخيار الاجتماعي إلى طرح كوندورسيه لفكرة متناقضة التصويت. ويُعَد كلٌ من كتاب كينيث آرو الخيار الاجتماعي والقيم الفردية (Social Choice and Individual Values) (عام 1951) ونظرية الاستحالة لآرو المطروحة في هذا الكتاب أساسًا لنظرية الخيار الاجتماعي الحديثة.
يمزج الخيار الاجتماعي بين عنصري اقتصاديات الرفاهية ونظرية التصويت. ويتسم بالفردية المنهجية لجمعه بين تفضيلات أفراد المجتمع وسلوكياتهم. من خلال استخدام عناصر المنطق الرسمي للعمومية، ينتقل التحليل من مجموعة من بديهيات الخيار الاجتماعي لتكوين دالة رفاهية اجتماعية (أودستور). وقد كشفت النتائج عن التعارض المنطقي للبديهيات المختلفة، مثلما توضح نظرية آرو، مما يعكس وجود مشكلة تجميع ويشير إلى ضرورة إجراء إعادة صياغة أو فرز نظري عند إسقاط بعض البديهيات.
تتناول الأعمال اللاحقة كذلك التعويضات والعدل، والحرية والحقوق، وقيود المجال البديهية على تفضيلات الأفراد، والجماعات المختلفة، وإثبات إستراتيجية آليات الخيار الاجتماعي، والموارد الطبيعية، والإمكانات والوظائف، والرفاهية، والعدل، والفقر.
قد يحدث تداخل بين الخيار الاجتماعي ونظرية الخيار العام، لكنهما ينفصلان في حال التأويل الدقيق لهما. تضع أكواد تصنيف دورية المؤلفات الاقتصادية الخيار الاجتماعي تحت اقتصاد جزئي في فئة JEL D71 (مع النوادي واللجان والمؤسسات)، في حين تقع معظم فئات الخيار العام الفرعية في فئة JEL D72 (مع النماذج الاقتصادية للعمليات السياسية: السعي لجني ريع الإيجارات، والانتخابات، والهيئات التشريعية، وسلوك التصويت).

## مقارنة المنفعة بين الأفراد
بعد جيرمي بنثام، زعم أصحاب المذهب النفعي أن التفضيلات والوظائف النفعية للأفراد قابلة للمقارنة بين الأفراد، ومن ثم يمكن إضافتها للوصول إلى قياس للمنفعة الكلية. وأخلاقيات النفعية تدعو للوصول بهذه المنفعة الكلية إلى أقصى حد لها.
طرح لينول روبينز تساؤلاً عما إذا كان من الممكن قياس الحالات العقلية والمنافع التي تعكسها، أو بالأحرى إجراء مقارنات للمنفعة ونظرية الخيار الاجتماعي التي تقوم عليها. ومن الأمثلة على ذلك قانون تناقص المنفعة الحدية، والذي تقل فيه منفعة الكمية المضافة من إحدى السلع مع كمية السلعة التي يمتلكها الفرد بالفعل. فقد استخدِم هذا القانون للدفاع عن تحويل الثروات من «الأغنياء» إلى «الفقراء» على أساس أن المنفعة التي يجنيها الأغنياء من أية وحدة دخل إضافية أقل من تلك التي يجنيها الفقراء. وفي إحدى المقالات (1935، الصفحات من 138 إلى 140)، ذهب روبينز إلى أن هذا المفهوم يتجاوز حدود العلم الموضوعي؛ بمعنى أنه لا يمكن قياس التغيرات في المنفعة التي تعود على شخص آخر، ولا تتطلب أية نظرية موضوعية .
وجادل المدافعون عن مقارنة المنفعة بين الأشخاص بأن ثمة مبالغة في ادعاءات روبينز. فنجد جون هارساني يوافق على أن القابلية للمقارنة الكلية بين الحالات العقلية، مثل المنفعة، أمر مستحيل، لكنه يؤمن مع ذلك بأن البشر قادرون على إجراء بعض مقارنات المنفعة بين الأشخاص نظرًا لتشاركهم في الخلفيات والخبرات الثقافية، إلخ. وفي المثال الذي طرحه أمارتيا سن (1970، الصفحة 99)، يمكن القول إن الخسارة التي تكبدها الرومان من حرق روما فاقت ما جناه الإمبراطور نيرون. ومن ثم، فإن هارساني وسن يرون أن القابلية الجزئية على الأقل لمقارنة المنفعة أمر ممكن، وتقوم نظرية الخيار الاجتماعي على هذا الافتراض.
لكن يشير سن إلى أن القابلية للمقارنة يجب ألا تكون جزئية. وفي إطار التوسيع المعلوماتي لنظرية سن، حتى المقارنة الكاملة للمنفعة بين الأشخاص تؤدي إلى خيارات دون المثلى من الناحية الاجتماعية، وذلك لأن الحالات العقلية تتسم بالمرونة. على سبيل المثال، يمكن أن يتمتع فلاح متضور جوعًا بحالة مزاجية متفائلة، وبالتالي يحقق مستوى عالٍ من المنفعة من دخل صغير. لكن هذه الحقيقة ينبغي ألا تلغي مطالبته بأجر أو مساواة في إطار الخيار الاجتماعي.
وبالتالي، يجب أن تقوم القرارات الاجتماعية على عوامل غير مرنة. ويقترح سن إجراء المقارنات بين الأشخاص بناءً على مجموعة كبيرة من البيانات. وتهتم نظريته بالوصول إلى الميزات، مثل وصول الأفراد إلى السلع التي تلبي حاجاتهم الأساسية (مثل الطعام)، وحرياتهم (في سوق الأيدي العاملة مثلاً)، وإمكاناتهم. ويمكننا المواصلة لاتخاذ خيارات اجتماعية بناءً على متغيرات حقيقية، ومن ثم التعامل مع موقف حقيقي، وتحقيق فائدة. والأهم من كل ذلك أن منهج سن في التوسيع المعلوماتي يسمح لنظرية الخيار الاجتماعي بالهروب من اعتراضات روبينز، التي بدت وكأنها ستضر نظرية الخيار الاجتماعي بشكل دائم.
بالإضافة إلى ذلك، ومنذ ظهور النتائج المؤثرة لنظرية الاستحالة لآرو، ونظرية جيبارد - ساتيرثويت، أوضحت الكثير من النتائج الإيجابية، التي تركز على قيود مجال تفضيلات الأفراد، موضوعات مثل التصويت الأمثل. وقد أكدت النتائج الأولية على استحالة إجراء خيار اجتماعي على نحو مرضٍ دون أن ينطوي على ديكتاتورية أو عدم كفاءة في أكثر السياقات العامة. وتوصلت النتائج اللاحقة إلى قيود طبيعية يمكن أن تجمع بين العديد من الخصائص المفضلة.